# Hundeausstellung

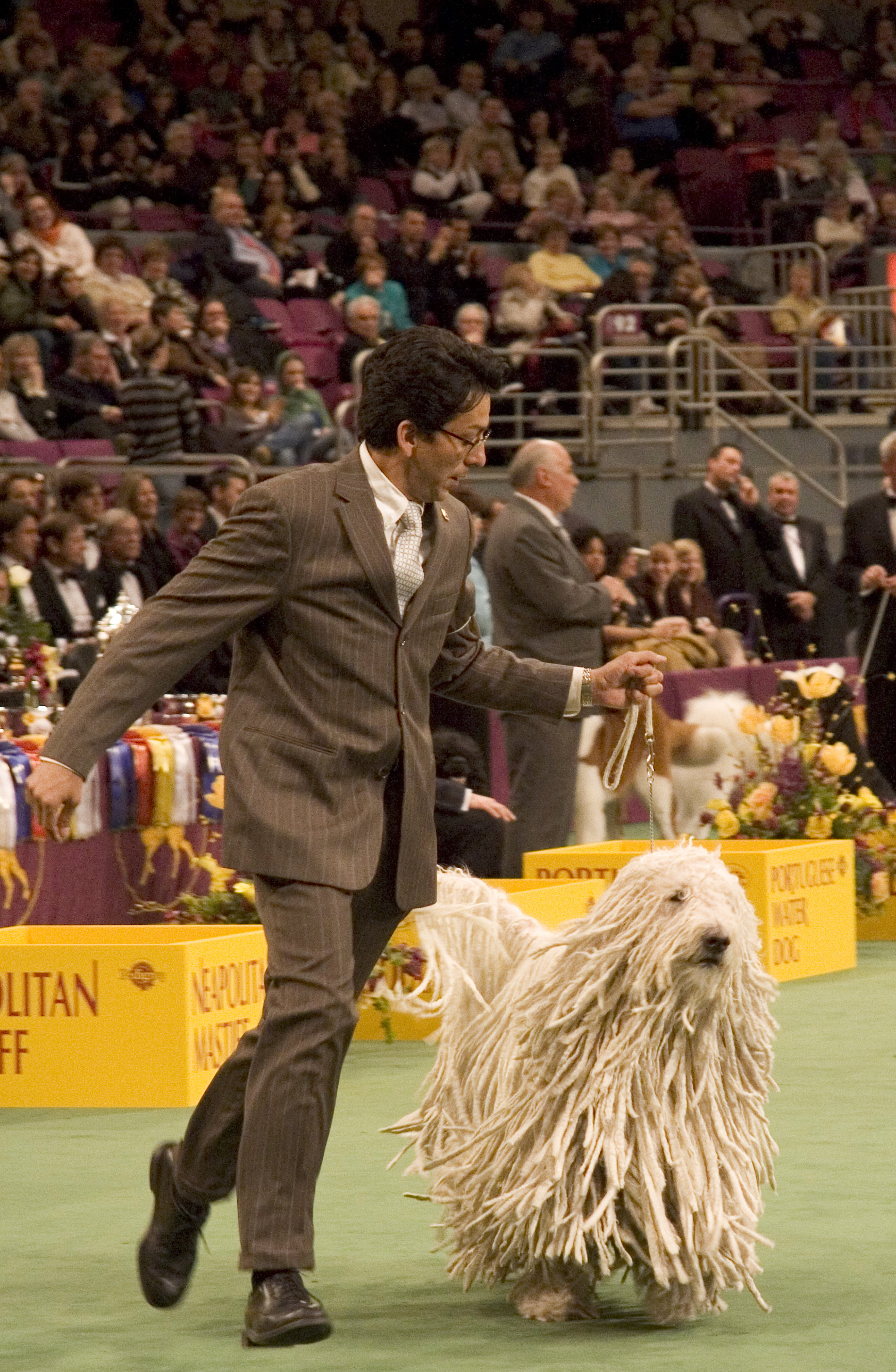
Vorführen eines Hundes im Ring

Eine Hundeausstellung (auch Rassehundeausstellung) ist eine Veranstaltung eines Zuchtverbands für Rassehunde zur Darstellung seines Zuchterfolgs. Auf Hundeausstellungen werden Hunde verschiedener Rassen präsentiert, andernfalls ist der Begriff Zuchtschau oder Klubschau üblich.
Im Mittelpunkt der Ausstellung stehen die Zuchtschauen der verschiedenen Rassen, die anhand ihres jeweiligen Rassestandards gerichtet werden. Auf größeren Ausstellungen präsentieren sich Zuchtverbände einzelner Rassen meist mit Informationsständen und Anbieter von Hundezubehör mit Verkaufsständen. Für die Ausstellungsbesucher gibt es üblicherweise ein Rahmenprogramm.

## Geschichte

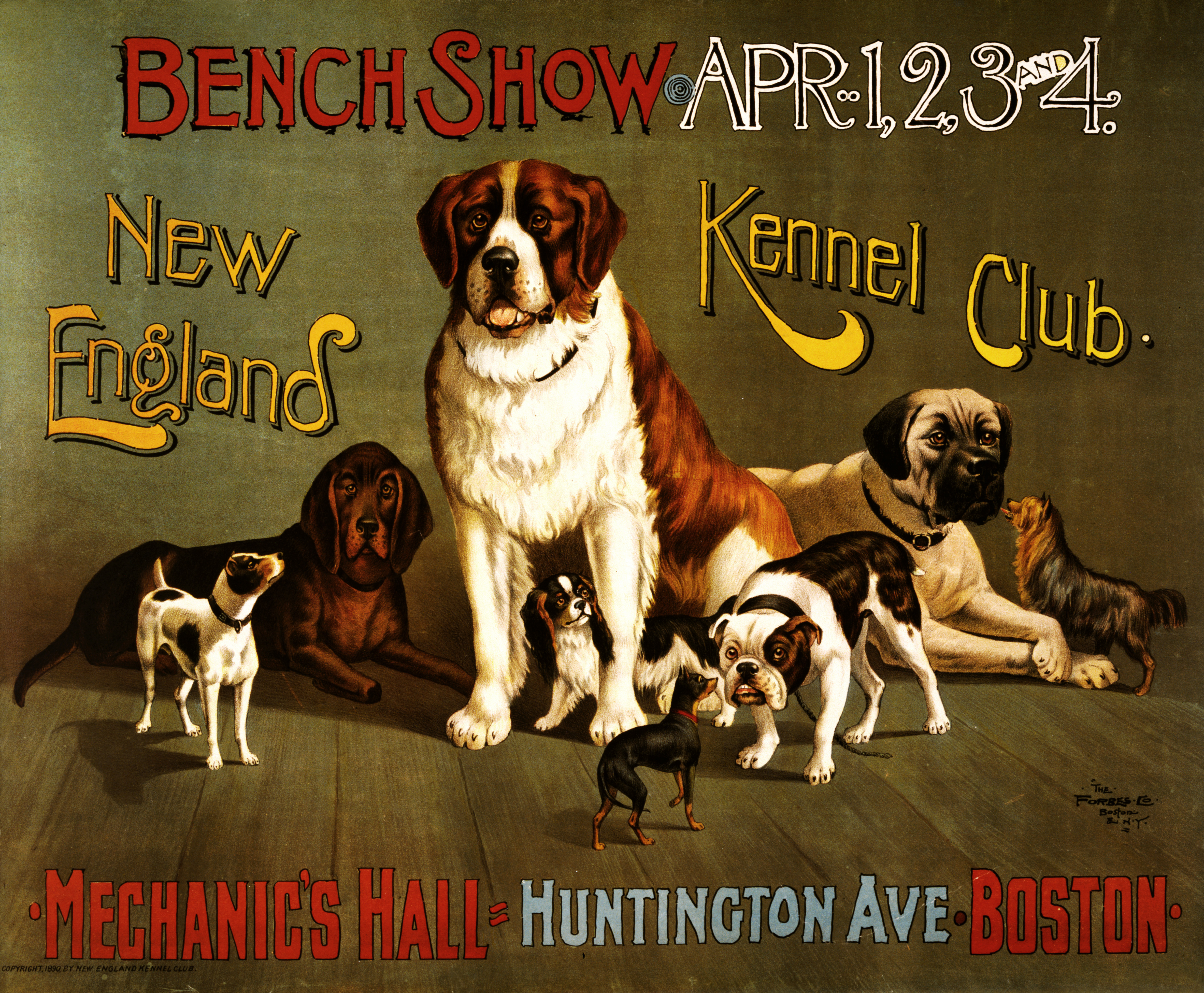
Werbung für eine Hundeausstellung um 1890

Die erste Ausstellung von Rassehunden fand am 28. und 29. Juni 1859 in Newcastle upon Tyne in Großbritannien statt. Auf der ersten Ausstellung in Deutschland, vom 14. bis 20. Juli 1863 in Hamburg, wurden 453 Hunde gezeigt.
An der Anzahl ausgestellter Hunde gemessen ist die vom KC organisierte Crufts die größte Hundeausstellung der Welt. Die älteste heute noch durchgeführte Ausstellung ist die unter AKC-Regeln organisierte Westminster Kennel Club Dog Show in New York City, die seit 1877 durchgeführt wird. Die größte Ausstellung innerhalb der FCI ist die Welthundeausstellung. Der beste Hund jeder Rasse erhält an letzterer den Titel eines Weltsiegers.

## Durchführung

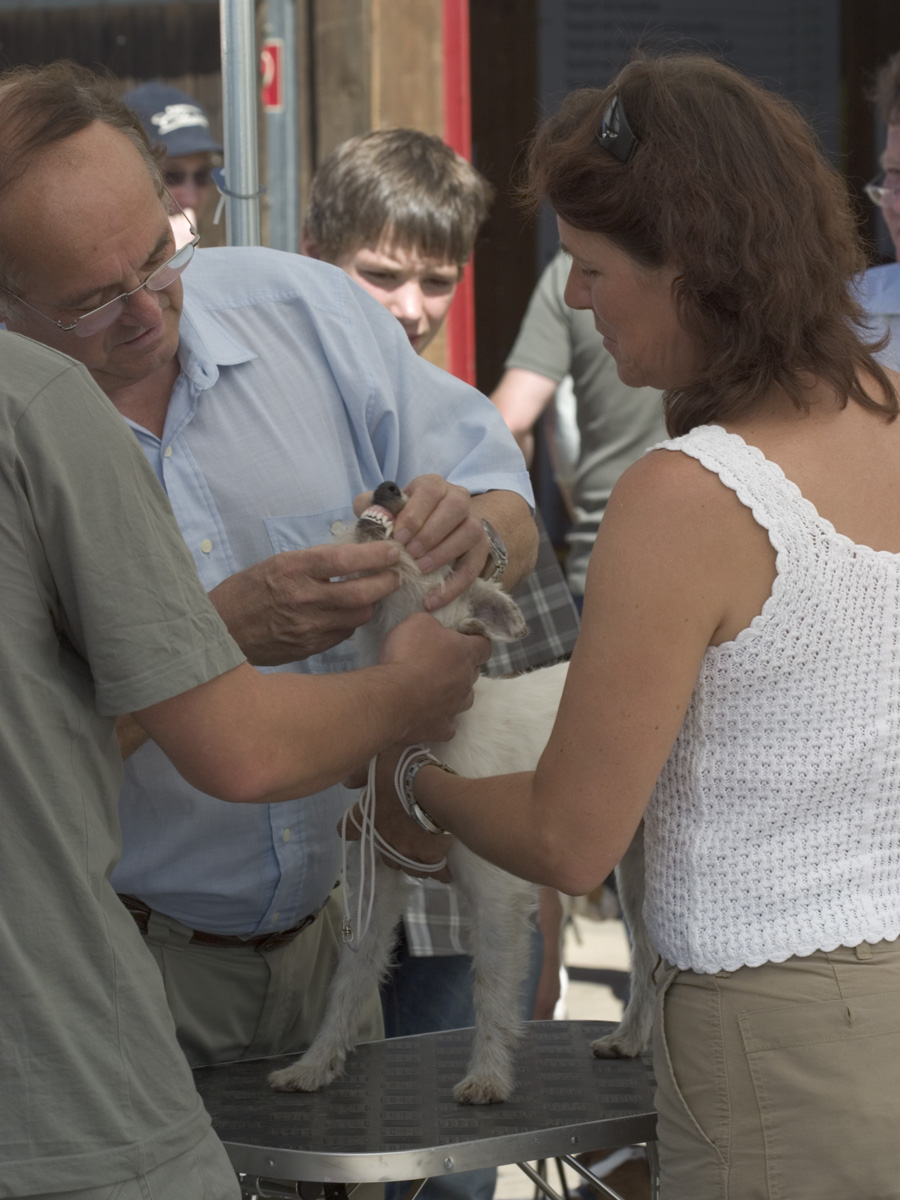
Ein Zuchtrichter prüft Zahnstand und Vollständigkeit der Zähne

Die größten Ausstellungen im deutschsprachigen Raum werden durch die Mitgliedsverbände der FCI organisiert. Innerhalb der FCI existieren zwei Arten von Ausstellungen, die sich durch die vergebenen Auszeichnungen unterscheiden:
- Nationale Hundeausstellungen
- Internationale Hundeausstellungen

Auf nationalen Ausstellungen wird das CAC (Certificat d’Aptitude au Championnat, die Anwartschaft auf den nationalen Schönheits-Champion) der jeweiligen Zuchtverbände vergeben. Auf internationalen Ausstellungen nach dem FCI-Reglement wird zusätzlich zum CAC auch das CACIB (Certificat d’Aptitude au Championnat International de Beauté, die Anwartschaft auf den Internationalen Schönheits-Champion) vergeben. Diese Ausstellungen werden als „Internationale Hundeausstellung mit CACIB der FCI“ bezeichnet.
In den Zuchtschauen der jeweiligen Rassen bewerten Zuchtrichter die vorgestellten Hunde auf der Basis von Rassestandards und verbandsspezifischen Richtlinien. Dabei werden Noten, Titel und Championate vergeben. Die Wertungen auf den Zuchtschauen bilden eine Basis für die Auswahl von Hunden zur Zucht, bei einigen Zuchtverbänden erfolgt auch unmittelbar die Zuchtzulassung (Ankörung).
Für termingeschützte Ausstellungen des VDH gilt seit 1. Januar 2009 eine Ausstellungsordnung, die die bis dahin geltende Zuchtschauordnung ablöste, am 15. April 2012 wurde die Ausstellungsordnung beschlossen, die seit 27. Juli 2012 in Kraft ist.

### Formwerte
Zur Beurteilung der Hunde anhand des Rassestandards verfasst der Richter für jeden ausgestellten Hund eine schriftliche Kritik, die dessen Stärken und Schwächen beschreibt und die auch die Formwertnote beinhaltet.
Als Formwertnoten sind möglich:
- Vorzüglich – für Hunde, die in hohem Maße dem Standard entsprechen
- Sehr gut – für Hunde mit einigen kleineren Fehlern
- Gut – für Hunde mit größeren Fehlern
- Genügend – für dem Rassetyp entsprechende Hunde, die wesentliche Mängel aufweisen
- Disqualifiziert – für nicht dem Rassetyp entsprechende Hunde, aggressive Hunde, Hunde mit bestimmten erblichen Fehlern und Hunde mit disqualifizierenden Merkmalen gemäß dem jeweiligen Rassestandard
- Ohne Bewertung – für Hunde, die aufgrund ihres Verhaltens oder anderer Umstände nicht gerichtet werden können

Abweichend von diesen Noten gibt es im VDH für Hunde in der Jüngstenklasse (Alter 6–9 Monate) die Formwertnoten vielversprechend, versprechend und wenig versprechend. Diese werden auch bei Spezial-Rassehunde-Ausstellungen in der Puppy class /Baby Klasse (4–6 Monate) vergeben, in der Veteranenklasse (ab 8 Jahren) werden keine Formwertnoten vergeben.

### Ablauf des Richtens

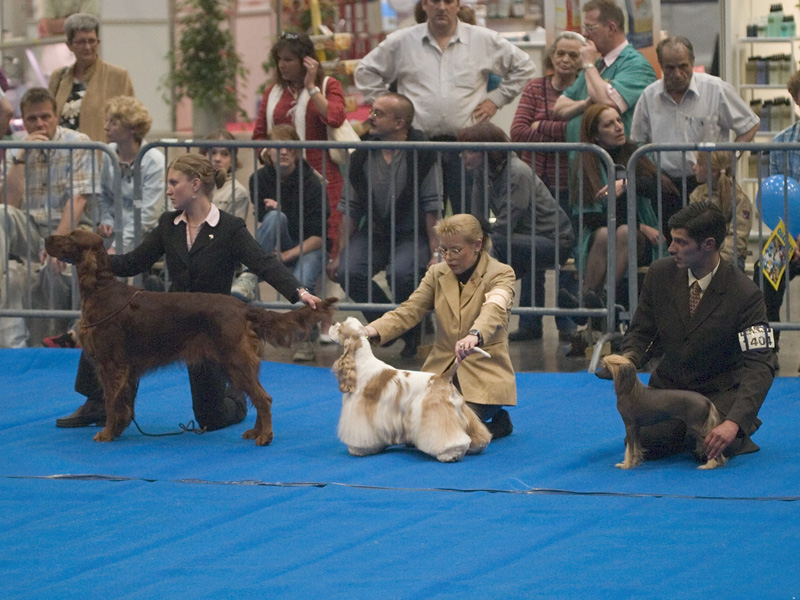
Rasseübergreifender Wettbewerb „Best in Show“

Die Hunde jeder Rasse werden nach Geschlecht getrennt gerichtet und dazu in Klassen unterteilt. Die Anzahl Klassen und ihre Bezeichnungen sind landes- und rassespezifisch. Innerhalb jeder Klasse werden die vier besten Hunde hintereinander platziert, sofern sie mindestens mit „sehr gut“ bewertet wurden. Die Bestimmungen, in welchen Klassen ein CAC vergeben werden kann, sind ebenfalls von Land zu Land verschieden.
Die besten Hunde jeder Klasse treten zum Schluss des regulären Richtens zur Ermittlung des besten Hundes der Rasse („Best of Breed“, BOB) und des besten Hundes des anderen Geschlechts („Best of Opposite Sex“, BOS) und bei internationalen Ausstellungen zusätzlich zur Vergabe des CACIB gegeneinander an. Der Richter kann dabei maximal je ein CACIB und ein Reserve-CACIB pro Geschlecht vergeben. Er ist allerdings nicht zur Vergabe von CAC oder CACIB verpflichtet.
Die jeweils besten Hunde jeder Rasse treten nach Abschluss des regulären Richtens nach FCI-Gruppen getrennt gegeneinander an, um den besten Hund der Gruppe, den „Best of Group“, zu bestimmen. Die Gewinner dieser Gruppenwettbewerbe treten wiederum zur Bestimmung des besten Hundes der Ausstellung, des „Best in Show“, an.

## Nationale und Internationale Championtitel
Sobald ein Hund in einem Land eine vom nationalen Dachverband festgelegte Anzahl CACs erhalten hat und die vom zuständigen Rasseclub festgelegten Bedingungen erfüllt, wird ihm auf Antrag der Titel „Nationaler Schönheitschampion“ des jeweiligen Landes verliehen. Für den Erwerb des direkt von der FCI verliehenen Titels „Internationaler Schönheits-Champion der FCI“ (CIB Champion International de Beaute) muss ein Hund in mindestens drei verschiedenen der FCI angeschlossenen Ländern unter mindestens drei verschiedenen Richtern vier CACIBs gewinnen, wobei zwischen dem ersten und dem letzten CACIB mindestens ein Jahr und ein Tag liegen müssen. Existiert für die Hunderasse eine Arbeitsprüfung, so muss der Hund diese für die Vergabe des internationalen Championtitels ebenfalls bestanden haben. Hat ein solcher Hund die Arbeitsprüfung nicht abgelegt oder bestanden, so kann er den Titel „Internationaler Ausstellungs-Champion“ (CIE Champion International d’Exposition) erwerben.

## Kritik
Kritiker von Hundeausstellungen bemängeln, dass Hundeausstellungen einseitig die Selektion auf gewisse im Rassestandard definierte Merkmale fördern, die für die betroffenen Hunde schädlich sein können (z. B. Ektropium oder Brachycephalie), was wiederum Anreize für Qualzuchten schaffen kann. Ebenfalls ist es möglich, dass erfolgreiche Ausstellungshunde vermehrt in der Zucht eingesetzt werden, obwohl sie Erbkrankheiten vererben, da manchen Züchtern Ausstellungserfolge wichtiger sind als die Zuchthygiene. Solche Missstände werden unter anderem im Dokumentarfilm Pedigree Dogs Exposed thematisiert.
Als Reaktion auf solche Kritik hat der britische Kennel Club 2012 bei (zunächst) 15 als high profile breed bezeichneten Rassen unabhängige tierärztliche Untersuchungen des nach Meinung der Richter besten Hundes jeder dieser Rassen eingeführt. Hunde, die diese Untersuchung nicht bestehen, werden nicht mit dem BOB ausgezeichnet. Die FCI hat bislang keine solchen Untersuchungen eingeführt; der Präsident des AKC Dennis Sprung hat sich in einer Stellungnahme gegen tierärztliche Untersuchungen ausgesprochen. Der UKC kündigte im März 2012 eine Überprüfung aller Rassestandards auf tierschutzrelevante Probleme an.